# Vektorielles Maß
Ein vektorielles Maß ist ein Begriff aus der Maßtheorie. Er stellt eine Verallgemeinerung des Maßbegriffes dar: Das Maß ist nicht mehr reellwertig, sondern vektorwertig. Vektormaße werden unter anderem in der Funktionalanalysis benutzt (Spektralmaß).

## Definitionen
Vektorielle Maße sind endlich- oder abzählbar additive Mengenfunktionen mit Werten in einem Banachraum.
Genauer seien {\displaystyle (\Omega ,\Sigma )} ein Messraum (also eine nichtleere Menge und eine σ-Algebra) und {\displaystyle E} ein Banachraum. Eine {\displaystyle E}-wertige Mengenfunktion auf  {\displaystyle \Sigma } ist eine Funktion {\displaystyle \nu \colon \Sigma \rightarrow E}. Man nennt {\displaystyle \nu } ein endlich-additives Maß, falls
{\displaystyle \nu (\varnothing )=0} und
{\displaystyle \nu (A_{1}\cup \cdots \cup A_{n})=\nu (A_{1})+\cdots +\nu (A_{n})}
für endlich viele, paarweise disjunkte Mengen {\displaystyle A_{1},\ldots ,A_{n}} aus {\displaystyle \Sigma } gilt. 
Man spricht von einem abzählbar-additiven Maß, falls
{\displaystyle \nu (\varnothing )=0} und
{\displaystyle \nu {\bigg (}\biguplus _{n=1}^{\infty }A_{n}{\bigg )}=\sum _{n=1}^{\infty }\nu (A_{n})}
für jede Folge {\displaystyle (A_{n})_{n\in \mathbb {N} }} paarweise disjunkter Mengen {\displaystyle A_{n}\in \Sigma }, wobei die Konvergenz der Summe auf der rechten Seite im Banachraum {\displaystyle E} zu verstehen ist. Da das für jede Folge paarweise disjunkter Mengen aus {\displaystyle \Sigma } gelten soll und da eine beliebige Umordnung einer solchen Folge deren Vereinigung und damit die linke Seite obiger Formel nicht ändert, muss auch die Summe auf der rechten Seite bei Umordnungen unverändert bleiben; das heißt, es liegt automatisch unbedingte Konvergenz vor.
Ist von einem Maß die Rede, so meint man damit ein abzählbar-additives Maß. Es sei {\displaystyle M(\Omega ,\Sigma ,E)} die Menge aller {\displaystyle E}-wertigen Maße auf dem Messraum {\displaystyle (\Omega ,\Sigma )}. Sind {\displaystyle \nu _{1},\nu _{2}} zwei solche Maße und ist {\displaystyle \alpha } ein Skalar, so sind durch
{\displaystyle (\nu _{1}+\nu _{2})(A):=\nu _{1}(A)+\nu _{2}(A)}
{\displaystyle (\alpha \cdot \nu _{1})(A):=\alpha \cdot \nu _{1}(A)}
Maße {\displaystyle \nu _{1}+\nu _{2}} und {\displaystyle \alpha \cdot \nu _{1}} aus {\displaystyle M(\Omega ,\Sigma ,E)} gegeben. Die so definierten Operationen machen {\displaystyle M(\Omega ,\Sigma ,E)} zu einem Vektorraum. 
Ist {\displaystyle E=\mathbb {R} }, so erhält man den Raum der skalaren Maße {\displaystyle M(\Omega ,\Sigma )=M(\Omega ,\Sigma ,\mathbb {R} )}, der mit der Totalvariationsnorm {\displaystyle \|\nu \|:=|\nu |(\Omega )} zu einem Banachraum wird. Der Versuch, dies auf Räume vektorieller Maße zu übertragen, stößt auf ein Hindernis. Die verallgemeinerte Totalvariation ist nicht für alle Maße automatisch endlich, was aber durch den Begriff der Semivariation geheilt werden kann.

## Totalvariation
Analog zu den signierten Maßen kann man ebenfalls die totale Variation eines vektoriellen Maßes einführen:
Es sei {\displaystyle \nu } eine {\displaystyle E}-wertige Mengenfunktion. Die totale Variation von {\displaystyle \nu } ist die Funktion 
{\displaystyle \|\nu \|\colon \Sigma \rightarrow [0,\infty ],}
die durch 
{\displaystyle \|\nu \|(A):=\sup {\bigg \{}\sum _{n=1}^{\infty }\|\nu (A_{n})\|\,|\,(A_{n})_{n\in \mathbb {N} }{\text{ ist messbare Zerlegung von }}A{\bigg \}}}
erklärt ist. Hierbei sind {\displaystyle A} eine Menge aus {\displaystyle \Sigma } und eine messbare Zerlegung von {\displaystyle A} eine Partition von {\displaystyle A}, die aus Mengen aus {\displaystyle \Sigma } besteht. Man kann zeigen, dass die totale Variation von {\displaystyle \nu } ein endlich bzw. abzählbar additives, positives Maß ist, wenn {\displaystyle \nu } endlich bzw. abzählbar additiv ist.
Ein vektorielles Maß ist von beschränkter Variation, wenn seine totale Variation endlich ist, das heißt, wenn {\displaystyle \|\nu \|(\Omega )<\infty }. Manche Autoren, z. B. Serge Lang, verstehen unter vektoriellen Maßen nur solche von beschränkter Variation. Wir folgen hier der Terminologie von Diestel-Uhl, in der vektorielle Maße nicht von beschränkter Variation sein müssen. 
Es gilt folgender Satz:
- Ist der Banachraum {\displaystyle E} endlich-dimensional, so ist die totale Variation von {\displaystyle \nu } ein endliches Maß, das heißt {\displaystyle \nu } ist von beschränkter Variation.

In unendlich-dimensionalen Banachräumen ist ein vektorielles Maß nicht notwendig von beschränkter Variation. Als Beispiel sei {\displaystyle (\Omega ,\Sigma )} die Halbgerade {\displaystyle \mathbb {R} _{0}^{+}=[0,\infty )} mit den Borelmengen, {\displaystyle E} sei der Folgenraum {\displaystyle \ell ^{2}}. 
Für {\displaystyle A\in \Sigma } sei {\displaystyle \nu (A):=({\frac {1}{n}}\lambda (A\cap [n-1,n]))_{n\in \mathbb {N} }\in \ell ^{2}}, wobei {\displaystyle \lambda } das Lebesguemaß auf {\displaystyle [0,\infty )} sei. Dann ist {\displaystyle \nu } ein vektorielles Maß mit Werten in {\displaystyle \ell ^{2}}, das nicht von beschränkter Variation ist.
Der Raum {\displaystyle M^{1}(\Omega ,\Sigma ,E)} der abzählbar additiven Maße beschränkter Variation mit Werten im Banachraum {\displaystyle E} ist ein Untervektorraum von {\displaystyle M(\Omega ,\Sigma ,E)}. Mit der totalen Variation {\displaystyle \|\nu \|:=\|\nu \|(\Omega )} als Norm wird {\displaystyle M^{1}(\Omega ,\Sigma ,E)} zu einem Banachraum.

## Semivariation
Die hier vorgestellte Semivariation eines vektoriellen Maßes behebt den Nachteil der totalen Variation, nicht immer endlich zu sein. Dies erkauft man sich allerdings damit, nicht immer ein abzählbar additives Maß zu erhalten. Es seien wieder {\displaystyle (\Omega ,\Sigma )} ein Messraum, {\displaystyle E} ein Banachraum und {\displaystyle \nu \colon \Sigma \rightarrow E} ein vektorielles Maß. Leicht überlegt man sich, dass {\displaystyle \varphi \circ \nu } für jedes {\displaystyle \varphi } aus dem Dualraum {\displaystyle E'} ein skalares Maß auf {\displaystyle (\Omega ,\Sigma )} ist. Wir erhalten auf diese Weise einen linearen Operator
{\displaystyle T_{\nu }\colon E'\rightarrow M(\Omega ,\Sigma ),\quad T_{\nu }(\varphi ):=\varphi \circ \nu }
in den Banachraum {\displaystyle M(\Omega ,\Sigma )} der skalaren Maße auf {\displaystyle (\Omega ,\Sigma )}. Mit Hilfe des Satzes vom abgeschlossenen Graphen zeigt man, dass {\displaystyle T_{\nu }} sogar beschränkt ist. Damit definiert man eine Abbildung {\displaystyle \Sigma \rightarrow \mathbb {R} } durch
{\displaystyle |\nu |_{\infty }(A):=\sup\{|\varphi \circ \nu |(A);\,\varphi \in E',\|\varphi \|\leq 1\}}
und nennt {\displaystyle |\nu |_{\infty }(\cdot )\colon \Sigma \rightarrow \mathbb {R} } die Semivariation von {\displaystyle \nu }.
Wegen
{\displaystyle |\nu |_{\infty }(A)\leq |\nu |_{\infty }(\Omega )=\sup\{\|T_{\nu }(\varphi )\|;\,\varphi \in E',\|\varphi \|\leq 1\}=\|T_{\nu }\|}
ist diese Größe zwar stets endlich, allerdings ist die Semivariation im Allgemeinen nur eine monotone, abzählbar subadditive Mengenfunktion. {\displaystyle M(\Omega ,\Sigma ,E)} wird mit der Norm
{\displaystyle \|\nu \|_{\infty }:=|\nu |_{\infty }(\Omega )=\|T_{\nu }\|}
ein Banachraum.

## Beispiele
- Jedes komplexe bzw. signierte Maß ist ein vektorielles Maß.
- Jedes Spektralmaß definiert ein endlich additives vektorielles Maß.
- Es seien {\displaystyle \Omega } das Einheitsintervall {\displaystyle [0,1]} und {\displaystyle \Sigma } die {\displaystyle \sigma }-Algebra der Lebesgue-messbaren Mengen von {\displaystyle \Omega }. Für {\displaystyle A} in {\displaystyle \Sigma } bezeichne {\displaystyle \nu (A):=\chi _{A}} die charakteristische Funktion von {\displaystyle A}. Je nach Wahl des Wertebereichs werden hierdurch unterschiedliche vektorielle Maße definiert:
  - Die Funktion {\displaystyle \nu \colon \Sigma \rightarrow L^{\infty }[0,1]} ist ein endlich additives vektorielles Maß, das nicht abzählbar additiv und nicht von beschränkter Variation ist.
  - Die Funktion {\displaystyle \nu \colon \Sigma \rightarrow L^{1}[0,1]} ist ein abzählbar additives vektorielles Maß.
- Es sei {\displaystyle (\Omega ,\Sigma )=(\mathbb {N} ,{\mathcal {P}}(\mathbb {N} ))} und {\displaystyle E} sei der Folgenraum {\displaystyle c_{0}} der Nullfolgen. Wähle ein festes {\displaystyle (\alpha _{n})_{n}\in c_{0}} und definiere das vektorielle Maß {\displaystyle \nu \colon {\mathcal {P}}(\mathbb {N} )\rightarrow c_{0}} durch

{\displaystyle \nu (A):=\sum _{n\in A}\alpha _{n}e_{n}},
wobei {\displaystyle e_{n}\in c_{0}} die Folge sei, die an der n-ten Stelle eine 1 und sonst nur Nullen hat. Für die Totalvariation gilt 
{\displaystyle \|\nu \|(A)=\sum _{n\in A}|\alpha _{n}|}
und für die Semivariation erhält man 
{\displaystyle |\nu |_{\infty }(A)=\sup _{n\in A}|\alpha _{n}|}.

## Das Integral nach einem vektoriellen Maß
Es seien wie oben {\displaystyle (\Omega ,\Sigma )} ein Messraum, {\displaystyle E} ein Banachraum und {\displaystyle \nu \colon \Sigma \rightarrow E} ein vektorielles Maß. Weiter sei {\displaystyle B(\Omega ,\Sigma )} der Banachraum der beschränkten, messbaren Funktionen {\displaystyle \Omega \rightarrow \mathbb {R} } (oder {\displaystyle \mathbb {C} }) mit der Supremumsnorm {\displaystyle \|\cdot \|_{\infty }}. Wir wollen das Integral
{\displaystyle \int _{\Omega }f\mathrm {d} \nu \in E}
für Funktionen {\displaystyle f\in B(\Omega ,\Sigma )} erklären. 
Jedes {\displaystyle f\in B(\Omega ,\Sigma )} definiert ein stetiges, lineares Funktional
{\displaystyle \psi _{f}\colon M(\Omega ,\Sigma )\rightarrow \mathbb {R} ,\quad \psi _{f}(\mu ):=\int _{\Omega }f\mathrm {d} \mu }.
Beachte, dass in dieser Definition nur das Integral bzgl. eines skalaren Maßes vorkommt, das an dieser Stelle als bekannt vorausgesetzt ist.
Wir erinnern an den oben eingeführten Operator
{\displaystyle T_{\nu }\colon E'\rightarrow M(\Omega ,\Sigma ),\quad T_{\nu }(\varphi ):=\varphi \circ \nu }.
und betrachten den dazu adjungierten Operator
{\displaystyle T_{\nu }'\colon M(\Omega ,\Sigma )'\rightarrow E''}.
Diesen können wir also auf {\displaystyle \psi _{f}} anwenden und definieren so
{\displaystyle \int _{\Omega }f\mathrm {d} \nu :=T_{\nu }'(\psi _{f})\in E''}.
Schließlich überlegt man sich, dass das so definierte Integral sogar in {\displaystyle E} liegt, wobei man {\displaystyle E} wie üblich mittels der kanonischen Einbettung in den Bidualraum als Untervektorraum von {\displaystyle E''} auffasst. Da die einfachen Funktionen dicht in {\displaystyle B(\Omega ,\Sigma )} liegen, genügt es für eine charakteristische Funktion {\displaystyle f=\chi _{A}} zu zeigen, dass obiges Integral tatsächlich in {\displaystyle E} liegt. Da die dazu erforderliche Rechnung obige Definitionen verdeutlicht, soll sie als Beispiel eines solchen Integrals ausgeführt werden. Da obige Definition ein Element aus {\displaystyle E''} ist, können wir sie auf ein beliebiges {\displaystyle \varphi \in E'} anwenden und erhalten
{\displaystyle \int _{\Omega }\chi _{A}\mathrm {d} \nu (\varphi ):=T_{\nu }'(\psi _{\chi _{A}})(\varphi )=(\psi _{\chi _{A}}\circ T_{\nu })(\varphi )=\psi _{\chi _{A}}(T_{\nu }(\varphi ))}
{\displaystyle =\psi _{\chi _{A}}(\varphi \circ \nu )=\int _{\Omega }\chi _{A}\mathrm {d} (\varphi \circ \nu )=(\varphi \circ \nu )(A)=\varphi (\nu (A))}.
Da {\displaystyle \varphi \in E'} beliebig war, folgt
{\displaystyle \int _{\Omega }\chi _{A}\mathrm {d} \nu =\nu (A)}
und das ist tatsächlich ein Element aus {\displaystyle E}. Also ist das oben definierte Integral für alle beschränkten, messbaren Funktionen ein Element aus {\displaystyle E}. Diese Rechnung zeigt darüber hinaus, dass man für einfache Funktionen die erwartete Formel
{\displaystyle \int _{\Omega }\sum _{k=1}^{n}\alpha _{k}\chi _{A_{k}}\,\mathrm {d} \nu \,=\,\sum _{k=1}^{n}\alpha _{k}\nu (A_{k})}
erhält.
Das Integral über eine messbare Teilmenge {\displaystyle A\subset \Omega } wird dann wie üblich durch
{\displaystyle \int _{A}f\mathrm {d} \nu :=\int _{\Omega }\chi _{A}\cdot f\,\mathrm {d} \nu }
definiert. Es gilt folgende Abschätzung:
{\displaystyle {\big \|}\int _{A}f\mathrm {d} \nu {\big \|}\leq \|f\|_{\infty }|\nu |_{\infty }(A)}
für alle {\displaystyle A\in \Sigma ,f\in B(\Omega ,\Sigma ),\nu \in M(\Omega ,\Sigma ,E)}.

## Verallgemeinerte maßtheoretische Sätze

### Satz von Jegorow
Der klassische Satz von Jegorow überträgt sich wie folgt auf vektorielle Maße:
- Es seien {\displaystyle (\Omega ,\Sigma )} ein Messraum, {\displaystyle E} ein Banachraum und {\displaystyle \nu \colon \Sigma \rightarrow E} ein vektorielles Maß. Es sei weiter {\displaystyle (f_{n})_{n\in \mathbb {N} }} eine Folge {\displaystyle \Sigma }-messbarer Funktionen, die punktweise gegen eine Funktion {\displaystyle f} konvergiert. Dann gibt es zu jedem {\displaystyle \varepsilon >0} eine messbare Menge {\displaystyle A\in \Sigma } mit {\displaystyle |\nu |_{\infty }(A)<\varepsilon }, so dass die Folge auf {\displaystyle \Omega \setminus A} gleichmäßig gegen {\displaystyle f} konvergiert.

### Satz von der majorisierten Konvergenz
Der klassische Satz von der majorisierten Konvergenz gilt in folgender Form auch für vektorielle Maße:
- Es seien {\displaystyle (\Omega ,\Sigma )} ein Messraum, {\displaystyle E} ein Banachraum und {\displaystyle \nu \colon \Sigma \rightarrow E} ein vektorielles Maß. Es sei weiter {\displaystyle (f_{n})_{n\in \mathbb {N} }} eine gleichmäßig beschränkte Folge {\displaystyle \Sigma }-messbarer Funktionen, die punktweise gegen eine Funktion {\displaystyle f} konvergiert. Dann konvergiert

{\displaystyle \lim _{n\to \infty }\int _{\Omega }f_{n}\mathrm {d} \nu \,=\,\int _{\Omega }f\mathrm {d} \nu }.

### Satz von Radon-Nikodým
Der klassische Satz von Radon-Nikodým gilt nicht in voller Allgemeinheit für vektorielle Maße. 
Dazu sei {\displaystyle (\Omega ,\Sigma )} ein Messraum, {\displaystyle \mu } ein positives Maß auf {\displaystyle \Sigma }, {\displaystyle E} ein Banachraum und {\displaystyle f\in {\mathcal {L}}^{1}(\mu ,E)}. 
Dann ist durch 
{\displaystyle \mu _{f}(A)\,:=\,\int _{A}f\mathrm {d} \mu }
ein vektorielles Maß 
{\displaystyle \mu _{f}\in M^{1}(\Omega ,\Sigma ,E)} mit {\displaystyle \|\mu _{f}\|=\|f\|_{1}}
definiert.
Beachte, dass wir hier mittels des Bochner-Integrals eine Banachraum-wertige Funktion nach einem skalaren Maß integrieren. Im Gegensatz dazu ist das oben eingeführte Integral für vektorielle Maße für skalarwertige Funktionen erklärt.
Ein vektorielles Maß {\displaystyle \nu } heißt {\displaystyle \mu }-stetig oder absolut stetig gegen {\displaystyle \mu }, falls aus {\displaystyle A\in \Sigma } und {\displaystyle \mu (A)=0} stets {\displaystyle \nu (A)=0\in E} folgt. Leicht zeigt man, dass das oben definierte {\displaystyle \mu _{f}} absolut stetig gegen {\displaystyle \mu } ist. 
Sei 
{\displaystyle M^{1}(\mu ,E):=\{\nu \in M^{1}(\Omega ,\Sigma ,E);\,\nu {\mbox{ absolut stetig gegen }}\mu \}}.
Dann ist {\displaystyle M^{1}(\mu ,E)} ein abgeschlossener Unterraum von {\displaystyle M^{1}(\Omega ,\Sigma ,E)}.
Der Satz von Radon-Nikodým befasst sich mit der Frage, ob jedes {\displaystyle \mu }-stetige vektorielle Maß bereits von der Form {\displaystyle \mu _{f}} ist. 
In Verallgemeinerung des klassischen Satzes von Radon-Nikodým erhält man:
- Sei {\displaystyle \mu } ein σ-endliches, positives Maß auf dem Messraum {\displaystyle (\Omega ,\Sigma )}, {\displaystyle E} sei ein Hilbertraum. Dann ist die Abbildung {\displaystyle L^{1}(\mu ,E)\rightarrow M^{1}(\mu ,E)}, {\displaystyle f\mapsto \mu _{f}} ein isometrischer Isomorphismus. Insbesondere ist jedes {\displaystyle \mu }-stetige vektorielle Maß aus {\displaystyle M^{1}(\Omega ,\Sigma ,E)} von der Form {\displaystyle \mu _{f}}, wobei {\displaystyle f\in {\mathcal {L}}^{1}(\mu ,E)} {\displaystyle \mu }-eindeutig bestimmt ist.

Neben Hilberträumen gibt es auch andere Banachräume, die eine analoge Eigenschaft erfüllen, diese nennt man Räume mit Radon-Nikodym-Eigenschaft.

## Tensorprodukte
Eine Möglichkeit, aus skalarwertigen Funktionen solche mit Werten in einem Banachraum zu konstruieren, ist die Verwendung von Tensorprodukten. Es liegt daher nahe, Tensorprodukte {\displaystyle M(\Omega ,\Sigma )\otimes E} zu betrachten. Jedes 
{\displaystyle \nu =\sum _{k=1}^{n}\mu _{k}\otimes x_{k}\in M(\Omega ,\Sigma )\otimes E}
ist mit der Definition
{\displaystyle \nu (A):=\sum _{k=1}^{n}\mu _{k}(A)x_{k}}
ein vektorielles Maß.
Die verschiedenen Möglichkeiten, solche Tensorprodukte zu normieren, führen zu der oben eingeführten Totalvariationen bzw. Semivariation. 

### Projektives Tensorprodukt
Die Norm {\displaystyle \|\cdot \|_{\pi }} des projektiven Tensorprodukts fällt mit der Totalvariation zusammen, das heißt für jedes {\displaystyle \nu =\sum _{k=1}^{n}\mu _{k}\otimes x_{k}\in M(\Omega ,\Sigma )\otimes E} ist {\displaystyle \|\nu \|_{\pi }=\|\nu \|} die Totalvariation des Maßes. Insbesondere sind all diese Maße von beschränkter Totalvariation und die Vervollständigung {\displaystyle M(\Omega ,\Sigma ){\hat {\otimes }}_{\pi }E} ist isometrisch isomorph zu einem Untervektorraum von {\displaystyle (M^{1}(\Omega ,\Sigma ,E),\|\cdot \|)}. Dies ist im Allgemeinen ein echter Untervektorraum, genauer handelt es sich um den Untervektorraum der vektoriellen Maße mit Radon-Nikodym-Eigenschaft.

### Injektives Tensorprodukt
Die Norm {\displaystyle \|\cdot \|_{\varepsilon }} des injektiven Tensorprodukts fällt mit der Semivariation zusammen, das heißt für jedes {\displaystyle \nu =\sum _{k=1}^{n}\mu _{k}\otimes x_{k}\in M(\Omega ,\Sigma )\otimes E} ist {\displaystyle \|\nu \|_{\varepsilon }=\|\nu \|_{\infty }} die Semivariation des Maßes. Die Vervollständigung {\displaystyle M(\Omega ,\Sigma ){\hat {\otimes }}_{\varepsilon }E} ist isometrisch isomorph zu einem Untervektorraum von {\displaystyle (M(\Omega ,\Sigma ,E),\|\cdot \|_{\infty })}. Dies ist im Allgemeinen ein echter Untervektorraum, genauer handelt es sich um den Untervektorraum der vektoriellen Maße, deren Bildmenge {\displaystyle \nu (\Sigma )\subset E} relativ kompakt ist.